# الأخصاص (منشأة القناطر)
قرية الاخصاص هي إحدى القرى التابعة لمركز منشأة القناطر في محافظة الجيزة في جمهورية مصر العربية. حسب إحصاءات سنة 2006، بلغ إجمالي السكان في الاخصاص 10532 نسمة، منهم 5423 رجل و5109 امرأة.

## التاريخ
قرية الإخصاص من القرى القديمة، حيث ذكرها الإدريسي في نزهة المشتاق في اختراق الآفاق أنها قرية بين إنبابة ودروة وأنها قرية حسنة لها بساتين وجنات وروضات ومبان ومنتزهات، كما ذكرها الأسعد بن مماتي في قوانين الدواوين باسم «إخصاص المشاطبة» ضمن أعمال الجيزية. ووردت في تحفة الإرشاد مُحرّفة باسم «إخصاص المنشاطبة»، وفي التحفة السنية لابن الجيعان باسم «الإخصاص» ضمن أعمال الجيزية، وفي الانتصار لابن دقماق مُحرّفة باسم «إخصاص المساطبة» وفي دليل سنة 1224ھ الإخصاص وتعرف باسم «إخصاص المشاطبة»، وفي تاريخ سنة 1228ھ باسمها الحالي.